# Louis Mink
Louis O. Mink Jr. (3 de setembro de 1921 - 19 de janeiro de 1983) foi um filósofo da história cujas obras contestaram a tradição idealista do filósofo da história RG Collingwood. Mink, geralmente, é associado ao debate pós-moderno sobre a história e a narrativa histórica junto a outros filósofos da história, como Hayden White e Georg Lukács. Mink e White foram responsáveis pelo que mais tarde seria chamado de "virada linguística" na filosofia da história.
Louis Mink bacharelou-se no Hiram College, depois serviu no Exército dos Estados Unidos durante a Segunda Guerra Mundial. Após a guerra, fez mestrado e doutorado na Universidade de Yale. Em 1952, tornou-se membro do corpo docente da Universidade Wesleyan e permaneceu na instituição até sua morte, em 19 de janeiro de 1983. Enquanto atuava na Wesleyan, Mink foi chefe do departamento de filosofia de 1967 a 1976, "Kenan Professor" de humanidades e diretor do Centro de Humanidades. Ele era casado com Helen Patterson, e tinha dois filhos e uma filha.
A maior contribuição de Mink para a história e para a filosofia da história foi enfatizar a necessidade de se pensar a narrativa historiográfica como muito semelhante a outras formas narrativas, como a ficção. Mink também afirmava que pensar a história como "uma verdadeira representação do passado" gerava muitas suposições entre os historiadores que colocavam sérios problemas para a história, deturpando-a e também a seu próprio objeto. Mink foi um importante estudioso da ficção de James Joyce. Sua obra principal nesse assunto é "Finnegans Wake Gazetteer" (1978) no qual documenta todos os nomes de lugares em Finnegans Wake, de Joyce.